# Le Cinéma de Polnareff
Albums de Michel Polnareff
Triple Best of
(2009) À l'Olympia
(2016)
Le Cinéma de Polnareff est une compilation de musiques de films, sortie en 2011 dans le cadre de la collection Écoutez le cinéma ! du label EmArcy Records. 
On retrouve ainsi des extraits des bandes originales des films Ça n'arrive qu'aux autres, Erotissimo, La Vengeance du serpent à plumes ainsi que la musique de scène de Rabelais, un spectacle de Jean-Louis Barrault.

## Liste des titres
Ça n'arrive qu'aux autres (1971)
1. Ça n'arrive qu'aux autres
2. Jardin public
3. Un couple heureux
4. Ça n'arrive qu'aux autres (instrumental)
Erotissimo (1968)
5. La Femme faux-cils (interprété par Annie Girardot)
La Folie des grandeurs (1971)
6. La Folie des grandeurs - Générique (composé avec Hervé Roy)
7. Flamenco blaze (interprété par Yves Montand)
8. Thème d'amour (composé avec Hervé Roy)
9. La Fuite de blaze / L'Arrivée du taureau
D'Artagnan l'Intrépide (1974)
10. Wake Up, It’s a Lovely Day
11. Thème des mousquetaires et de la reine
12. Les Méchants
13. Freedom And Liberty
14. La Chouette / Cavalcade de D'Artagnan
15. Thème d'amour de Constance
16. Thème du roi / La Valse
17. La Chevauchée et le Combat
Viol et Châtiment (1976)
18. Lipstick
19. The Rapist (ballet)
20. Lipstick Montage
La Vengeance du serpent à plumes (1984)
21. La belle veut sa revanche (instrumental)
22. La Poursuite du serpent à plumes
23. La belle veut sa revanche
Rabelais (1969)
24. Ouverture / Thème de la mer / Thème des oiseaux
Autre
25. Voyages (instrumentale)